# Circoxena ditrocha
Circoxena ditrocha là một loài bướm đêm thuộc họ Cosmopterigidae, although some sources place it in the Blastodacnidae. Nó là loài đặc hữu của New Zealand, nơi nó phân bố khá rộng rãi từ Auckland đến Invercargill.
Sải cánh dài khoảng 12.5 mm. Không rõ cây chủ nhưng ấu trùng có lẽ đục hạt.